# Démographie du Texas
En 2024, selon le bureau du recensement des États-Unis, la population de l'État américain du Texas était estimée à 31 290 831 habitants. Sa population a dépassé celle de l'État de New York dans les années 1990, ce qui fait du Texas le second État le plus peuplé après la Californie.

## Historique

Population des principaux États des États-Unis, en millions d'habitants

Le territoire actuel du Texas a été peuplé dès la préhistoire par les Amérindiens. À partir du XVIe siècle, des Espagnols puis des Français et des Anglo-Américains ont colonisé la région. Le peuplement européen s’est ensuite diversifié après les Révolutions de 1848 : des Allemands se sont installés à Fredericksburg et New Braunfels, des Tchèques dans le comté de Lavaca, des Hollandais à Nederland. À l’époque moderne et dans la première moitié du XIXe siècle, des esclaves noirs travaillaient dans les plantations de coton de l’est. Après l'indépendance du Texas, la proportion des Hispaniques diminua rapidement pour atteindre 4 % de la population totale à la fin du XIXe siècle.

## Généralités
| Indicateur                             | Texas    | États-Unis |
| -------------------------------------- | -------- | ---------- |
| Personnes de moins de 5 ans            | 7,2%     | 6,2 %      |
| Personnes de moins de 18 ans           | 26,2 %   | 22,8 %     |
| Personnes de plus de 65 ans            | 12,0 %   | 15,2 %     |
| Femmes                                 | 50,4 %   | 50,8 %     |
| Personnes par foyer                    | 2,84     | 2,64       |
| Vétérans                               | 7,7 %    | 8,0 %      |
| Personnes nées étrangères à l'étranger | 16,7 %   | 13,2 %     |
| Personnes étrangères                   | 9,7 %    | 7,0 %      |
| Personnes sans assurance maladie       | 18,6 %   | 10,1 %     |
| Personnes avec un handicap             | 8,1 %    | 8,6 %      |
| Revenus annuels                        | 27 828 $ | 29 829 $   |
| Personnes sous le seuil de pauvreté    | 15,6 %   | 12,7 %     |
| Diplômés du lycée                      | 82,3 %   | 87,0 %     |
| Diplômés de l'université               | 28,1 %   | 30,3 %     |

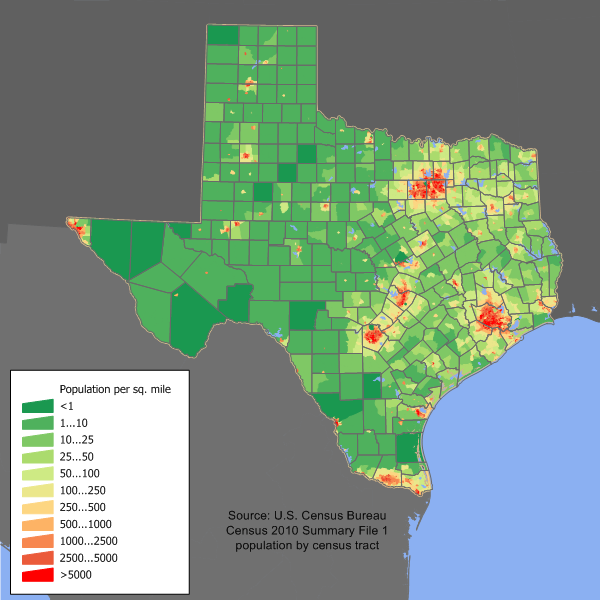
Carte des densités du Texas

En 2010, la population du Texas était de 25 145 561 habitants, soit 8 % de la population américaine. Le Texas est le deuxième État le plus peuplé aux États-Unis depuis les années 1990, derrière la Californie et devant l’État de New York.
La densité moyenne du Texas s’élevait en 2006 à 33,7 hab./km². Ce chiffre relativement faible comparé à d’autres États de l’Union, cache d’importantes disparités. Les régions les plus peuplées se trouvent à l’est. Une grande partie des Texans se concentrent dans les métropoles et les grandes villes.
Entre 2000 et 2006, la population texane a augmenté de 12,7 % : cette croissance deux fois plus rapide que celle du pays. Le Texas fait partie des États de la Sun Belt qui attire les Américains en raison du climat et du dynamisme économique. Il est aussi un important foyer d’immigration, notamment de Mexicains en raison d’une frontière commune.
Le taux de mortalité du Texas (6,8 pour mille habitants en 2005) est inférieur à la moyenne nationale (8,2 pour mille habitants) .
Le taux de natalité du Texas (17,1 pour mille habitants en 2004) est supérieur à la moyenne nationale (14 pour mille habitants) , une tendance qui se retrouve dans tout le Sud des États-Unis où les militants anti-avortements sont très actifs. Les protestants évangéliques condamnent également l’avortement, même s’il reste légal dans l’état. Les hispaniques ont un taux de fécondité supérieur au reste de la population du Texas. Tous ces éléments expliquent que le Texas est en troisième position pour la fécondité aux États-Unis, derrière l’Utah et l’Arizona.
La population du Texas est assez jeune par rapport à celle des États-Unis puisque l’âge moyen est 33,1 ans contre 36,4 ans pour le pays. 8,2 % des Texans ont moins de 5 ans, 9,9 % ont plus de 65 ans.

## Composition ethnique et immigration
- Hispaniques 30-40 %
- Hispaniques 40-50 %
- Hispaniques 50-60 %
- Hispaniques 60-70 %
- Hispaniques 70-80 %
- Hispaniques 80-90 %
- Hispaniques >90 %
- Blancs non hispaniques 30-40 %

Groupe ethnique majoritaire par comté en 2016 :
Hispaniques 30-40 %
Hispaniques 40-50 %
Hispaniques 50-60 %
Hispaniques 60-70 %
Hispaniques 70-80 %
Hispaniques 80-90 %
Hispaniques >90 %
Blancs non hispaniques 30-40 %
Blancs non hispaniques 40-50 %
Blancs non hispaniques 50-60 %
Blancs non hispaniques 60-70 %
Blancs non hispaniques 70-80 %
Blancs non hispaniques 80-90 %
Blancs non hispaniques >90 %

| Groupe            | Texas | États-Unis |  |
| ----------------- | ----- | ---------- |  |
| Blancs            | 70,4  | 72,4       |  |
| Afro-Américains   | 11,8  | 12,6       |  |
| Autres            | 10,5  | 6,2        |  |
| Asiatiques        | 3,8   | 4,8        |  |
| Métis             | 2,7   | 2,9        |  |
| Amérindiens       | 0,7   | 0,9        |  |
| Océaniens         | 0,1   | 0,2        |  |
| Total             | 100   | 100        |  |
|                   |       |            |  |
| Latino-Américains | 37,6  | 16,7       |  |

Le Texas compte la deuxième minorité hispanique des États-Unis dont la présence s’explique par l’histoire et par la proximité du Mexique. En 2000, 6,7 millions de Texans soit près d’un tiers de la population se déclaraient hispaniques, dont 5 millions d’origine mexicaine. Les plus fortes concentrations d’Hispaniques se retrouvent dans les villes de Houston, Dallas, San Antonio et El Paso et dans les comtés du sud et de l’ouest, le long du Rio Grande. Ces Hispaniques s’intègrent lentement, certains militent pour imposer le bilinguisme et beaucoup se tournent vers le protestantisme. Parmi les autres minorités ethniques, les Asiatiques voient leur nombre en augmentation rapide depuis les années 1960 : Coréens et Vietnamiens résident dans les grandes villes comme Dallas, Houston ou Austin, mais aussi le long du littoral où ils occupent le secteur de la pêche à la crevette. Un chinatown s’est formé à Houston. Plus de 40 % des Afro-américains de l’État se concentrent dans les aires métropolitaines de Dallas et de Houston. Enfin, environ 50 000 indiens vivent actuellement sur le territoire texan. Les Indiens Alabama-Coushatta se regroupent dans une réserve à l’est, les Tiguas vivent dans celle d’El Paso et les Kickapoo résident près d’Eagle Pass.

### Amérindiens
| Tribu                  | Population | % de la population amérindienne |
| ---------------------- | ---------- | ------------------------------- |
| Cherokees              | 50 954     | 16,16                           |
| Chactas                | 24 024     | 7,62                            |
| Amérindiens du Mexique | 20 349     | 6,45                            |
| Apaches                | 9 529      | 3,02                            |
| Chicachas              | 6 836      | 2,17                            |
| Creeks                 | 4 823      | 1,53                            |
| Navajos                | 4 269      | 1,35                            |
| Comanches              | 3 989      | 1,27                            |
| Sioux                  | 3 951      | 1,25                            |
| Blackfeet              | 3 744      | 1,19                            |

### Afro-Américains
La première personne d'ascendance africaine à arriver au Texas est Estevanico, en 1528.
Beaucoup d'Afro-Américains au Texas étaient esclaves jusqu'à la fin de la Guerre de Sécession. L'Union Army étant peu présente durant la guerre au Texas, rendant difficile pour les Afro-Américains de s'engager au sein des troupes nordistes. L'annonce de l'émancipation est célébrée au Texas as Juneteenth. Les effets à longs termes de l’esclavage peuvent être observés jusqu'à aujourd'hui dans la démographie de l’État. Le quart est de l'État, où la production de coton mobilisait des milliers d'esclaves, est considérée comme l'extension ouest du Sud profond. Aussi, la population afro-américaine se concentre dans le Texas du Nord et l'Texas de l'Est, mais également dans les métropoles de Dallas, Houston et San Antonio.
En plus des descendants des esclaves de l'État, de nombreux Afro-Américains diplômés de l’enseignement supérieur s'installent au Texas dans le cadre de la New Great Migration (en).
Une étude réalisée en 2014 par l'université du Texas à Austin montre que la capital de l’État, Austin, est la seule ville du pays à cumuler une forte croissance de sa population totale et une perte de sa population noire, du fait de la gentrification.
Il y a sept universités traditionnellement noires au Texas.

## Société et religion

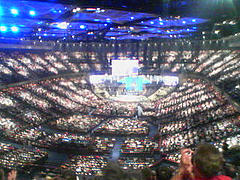
L’intérieur de l’église de Lakewood

Le taux de divorce du Texas est sensiblement le même que la moyenne nationale (3,5 pour mille habitants) et a tendance à diminuer depuis les années 1990.
Avec 5,9 meurtres pour 100 000 habitants (5,6 de moyenne nationale), le Texas n’est pas l’état le plus violent du pays et se classe loin derrière la Louisiane, le Maryland ou le Nevada. Dallas (16,4 pour 100 000 habitants) et Houston (16,3 pour 100 000 habitants) sont les deux communes les plus touchées par les meurtres au Texas, mais elles arrivent respectivement au 45e et au 46e rang des villes américaines.
Le Texas fait partie de la Bible Belt et représente un bastion du protestantisme évangélique. L’état possède le plus fort taux de pratiquants du pays. L’agglomération de Dallas-Fort Worth abrite trois seminaries évangéliques et d’immenses églises comme celle du pasteur T.D Jakes ou de Jack Graham. La plus grande église du pays, Lakewood Church, dirigée par le pasteur Joel Osteen, se trouve à Houston. Lubbock détient le record américain d’église par habitant.
En 2000, les différentes religions étaient :
- Évangélisme – 24,4 %
- Protestantisme – 8,1 %
- Orthodoxie – 0,1 %
- Catholicisme – 21,0 %
- Hindouisme, Sikhisme, Bouddhisme, Islam), autre : 2,0 %

En valeur absolue, la communauté la plus importante est celle des catholiques (4,3 millions) suivie par la Convention des baptistes du Sud (3,5 millions) et l’Église méthodiste (1 million). On compte par ailleurs quelque 400 000 musulmans au Texas.

### Langues

Langue la plus parlée par comté en 2016 :
Espagnol
Anglais

Selon l'American Community Survey, en 2010 65,80 % de la population âgée de plus de 5 ans déclare parler l'anglais à la maison, 29,21 % déclare parler l'espagnol, 0,75 % le vietnamien, 0,56 % une langue chinoise et 3,68 % une autre langue.